# 恋人はスナイパー
『恋人はスナイパー』（こいびとはスナイパー）は、テレビ朝日系のテレビドラマ。本項では続編である2002年のテレビドラマ、および2004年の劇場版についても扱う。
主演は天才スナイパー・王凱歌（ウォン・カイコー）役のウッチャンナンチャンの内村光良と、国際二課の刑事・円道寺きなこ役の水野美紀。内村と水野は本格的なカンフーアクションにも挑んでいる。

## 放送一覧
- 第1弾
  - ｢恋人はスナイパー｣が2001年10月11日に2時間スペシャルドラマとして放送された。放送時間は20時 - 21時48分。
- 第2弾
  - ｢恋人はスナイパー EPISODE2｣が2002年12月24日にスペシャルドラマとして放送された。放送時間は21時 - 23時9分。
- 完結編
  - 映画『恋人はスナイパー 劇場版』が2004年4月17日全国東映系で公開された[4]。

## ストーリー

### EPISODE1
警視庁国際二課が密輸入グループを摘発。偽ブランド品に混じりライフルが見つかった。
それは国際指名手配犯、天才スナイパー・王凱歌[ウォン・カイコー]（内村光良）の物。捜査を始める中、国際二課の刑事、円道寺きなこ（水野美紀）の家にチャン・ホイという中国人がホームステイにやってくるが。

### EPISODE2
あれから1年、王凱歌[ウォン・カイコー]（内村光良）は警察と、属していた香港の闇組織<1211>に追われながら、再び姿を消した母を探していた。
一方、警視庁国際二課は偽札グループを摘発。現場には香港警察の劉文忠[リュウ・ウェンジョン]（中村獅童）の姿があった。そして再び東京でライフルによる狙撃事件が発生。警察は王凱歌が活動を再開したと考えるが円道寺きなこ（水野美紀）だけは違っていた。

### 劇場版（EPISODE3）
平穏な平日の昼下がり、中華料理を食べにきたきなこ（水野美紀）達の目の前で狙撃事件が発生、犯人は国際犯罪組織<1211>の“スナイパー”でありかつて王凱歌[ウォン・カイコー]（内村光良）の弟分だった范火清[ハン・ホアチン]（中村獅童）。
『日本国民1億3千万人を誘拐した。身代金は5千億円』
<1211>を名乗る犯人から首相官邸に電話が入り事件は日本全土に拡大していく。
政府と警察上層部は超法規的処置を執り「懲役250年の刑に服する伝説の天才スナイパー」を呼び寄せる。
かつて“スナイパー”と“刑事”という関係を超えて愛し合った二人は決して結ばれる事のない“想い”と共に再会。
凱歌の天才的“スナイピング”ときなこの類いまれなる“カンフー”を武器に、二人は強大な敵に立ち向かう。
それはこれから起こる恐ろしい事件と残酷な運命の始まりだった。

## 登場人物
王凱歌（ウォン・カイコー）
中国最大の犯罪組織1211の殺し屋。警察にあるデータベースによると、年齢、身長、体重は不明、屈強な肉体、狼のような目、立っているだけで周囲を恐怖させるオーラを放つとあり、別名「殺人マシーン」と呼ばれている。しかし、実際の外見は背は低く、オーラなど一才感じない気弱でさえない30代の男性。チャン・ホイという偽名で円道寺家にホームステイしている。まったく日本語を話せないよう装ってはいるが、母親が日本人であるため非常に流暢な日本語を話せる。酒に弱いのかビール一杯を飲んだだけで倒れてしまうほど弱い様子。幼い頃に日本に出稼ぎに行った母親と生き別れた後、中国の射撃養成所に拐われてしまい養成所で射撃を学ぶ。だが、母親に会いたい一心で脱走したところを1211に拾われて、母親を探し出すことを条件に暗殺者になることを強要されて暗殺者となる。
一見すると非常に気弱な人物にしか見えないが、仕事となるとその目は鋭い目つきへと変わり、天才的な狙撃による暗殺を遂行する。また、格闘技にも非常に優れており、複数の敵やきなことも互角に戦う高い実力を持つ。
円道寺きなこ
警視庁捜査二課の女性捜査官。男勝りで勝ち気な性格。警視庁内でも有数の実力者で、大人数の犯罪者を相手にしてもたった一人で全員を叩きのめせる。その為、他の捜査官からは格闘時は彼女一人に任されてしまうことが多々ある様子。
性格や行動が父親似でビール派、疲れた時には「ビール飲みたい」が口癖。性格もズボラでがさつ。警視庁のデスクはかなり散らかっている。
姉御肌の気質からチャン・ホイとしての王凱歌と接触し、一度は疑いを持つものの、ホイさんとしての彼のオーラの無さにほっとけなくなり次第に心引かれていくが、偶然から正体を知ってしまう。

## 出演者
- 王凱歌：内村光良
- 円道寺きなこ：水野美紀
- 円道寺雁太郎：いかりや長介
- 船木健一：田辺誠一
- コー村木：竹中直人
- 円道寺美智：赤座美代子
- 円道寺はな：一戸奈未
- 牛田正樹：川端竜太
- 黒谷道夫：須永慶
- 清水敏彦：小林すすむ
- 榊原和昌：井田國彦（EP1）→天野浩成（EP2）
- 岸田刑事：顔田顔彦
- 桜井刑事：岡本光太郎
- 矢部刑事：草野康太
- 西村真一：水谷あつし
- 夏川淳平：村杉蝉之介
- 森村本部長：日野陽仁
- 山本代議士：戸沢佑介
- 范火清：中村獅童（EP2 - ）
- 八雲九平：古田新太（EP2 - ）
- 大野源氏建設会社会長：勝部演之
- 島村市江：八千草薫（特別出演）

### 劇場版ゲスト
- 上杉勝幸（警察庁刑事局 首席審議官）：田口トモロヲ
- 神宮寺正午（警視庁顧問弁護士）：阿部寛
- 佐藤弘：大沢樹生
- 村山朋子：石川美津穂
- 菅原友世：木内晶子
- 渡辺啓二：大鷹明良
- 梨田部長：升毅
- 三神徳太郎：牟田悌三
- 若田部正彦（内閣総理大臣）：秋野太作
- 横尾美奈子：徳川美妃

## スタッフ

### TV版
- 企画・プロデューサー：佐々木基
- 脚本：君塚良一
- 音楽：松本晃彦
- 監督：羽住英一郎（EP1）、六車俊治（EP2）
- アクション監督：髙橋伸稔
- スタント&アクション：倉田プロモーション
- ステディカム：佐光朗
- スーパーエフェクト：納富喜久男
- 技術協力：バスク、ビデオスタッフ、スウィッシュ・ジャパン、テイクシステムズ
- 美術協力：テレビ朝日クリエイト、舞クリエーション
- スタジオ：日活撮影所（EP1）、東映東京撮影所（EP2）
- 製作協力：ROBOT、ウイルスプロダクション
- 製作著作：テレビ朝日

### 劇場版
- 原作：西村京太郎『華麗なる誘拐〈新装版〉』徳間書店[5]
- 脚本：君塚良一
- 音楽：松本晃彦
- 監督：六車俊治
- アクション監督：高橋伸稔
- 演出協力：内村光良
- ステディカム：清久素延
- ガンエフェクト：BIGSHOT（納富喜久男、唐沢裕一、小西剛）
- MA：NTTメディアラボ、アオイスタジオ
- ラボ：IMAGICA
- 製作統括：早河洋
- 製作者：木村純一、遠谷信幸、遠藤茂行、柵木眞、丸茂日穂
- 企画：青木真樹、出目宏、田村正裕、鈴木裕光
- 企画・総合プロデューサー：佐々木基
- プロデューサー：島袋憲一郎
- 共同プロデューサー：佐谷秀美（スープレックス）
- アソシエイトプロデューサー：高瀬巌
- 製作協力：イキナ
- 製作プロダクション：スープレックス
- 製作委員会メンバー：テレビ朝日、電通、東映、マセキ芸能社、ギャガ・コミュニケーションズ

## 主題歌（テーマ曲）
- EP1：｢KILL｣（インストゥルメンタル）（松本晃彦のアルバム『LIGHTS』に収録・2003/9/17）
- EP2：｢Listen To Reason｣ AJI（EPIC RECORDS・2002/12/18）
- 劇場版：｢ONE MORE TIME｣AJI（EPIC RECORDS・2004/4/7）
- 劇場版：｢Everlasting｣劇場版のラストシーンに流れていたオーケストラ曲（松本晃彦のソロアルバム『LINK+AGE』に収録・2006/9/6）

## 関連商品

### VHS
恋人はスナイパー ディレクターズカット完全版 Long Version
ビクターエンタテインメント（2001/10/26）
恋人はスナイパー EPISODE2　ディレクターズカット完全版　Long version
ビクターエンタテインメント（2002/1/24）
恋人はスナイパー 劇場版
ビデオレンタルは、東映ビデオから。

### DVD
恋人はスナイパー：ディレクターズカット完全版 Long Version
ビクターエンタテインメント 2001/10/26 130分（本編）特典内容：メイキング・TVスポット集
恋人はスナイパー EPISODE2：ディレクターズカット完全版　Long version
パラマウント・ホーム・エンタテインメント・ジャパン 2003/2/7 120分（本編）特典内容：メイキング映像・キャストインタビュー・アクションスポット・TVスポット集
恋人はスナイパー 劇場版：プレミアム・エディション
ジェネオンエンタテインメント 2004/10/22発売　112分（本編） アウターケース・解説書（カラー・12ページ）付き、初回限定特典は特典映像入りの特典ディスク。

### ノベライズ本
- ｢恋人はスナイパー｣（著）君塚良一/鈴木しゅんじ  アスキー（2001/10）
- ｢恋人はスナイパー～劇場版～ トクマ・ノベルズ｣（著）君塚良一/榊暎一　徳間書店（2004/3/19）

## その他
劇場版舞台挨拶は計7か所各会場で行なわれ、『内村さんの直筆サイン入りテレビ朝日Tシャツ』をエアガンで客席に飛ばしてプレゼントされた。
- 公開初日2004年4月17日（土）
  - 池袋シネマサンシャイン10:15 - /銀座・丸の内東映12:25 - /渋谷東映13:30 - （以上都内3か所はNO PLANも参加）
- 2004年4月18日（日）
  - 大阪・梅田ブルク7 11:40 - /神戸・三宮東映13:40 - /京都・MOVIX京都15:40 - /名古屋・名古屋ピカデリー17:40 - 。

劇場版は西村京太郎の「華麗なる誘拐」を原作としているが、西村京太郎作品の映画化は1988年の『アナザー・ウェイ ―D機関情報―』以来となった。また、本作はいかりや長介の遺作として注目度は高かったものの、興行成績は振るわなかった。
2004年10月に発売されたDVDはオリコンチャート初登場10位に入り、「日曜洋画劇場」枠でテレビ放映された際には、視聴率15%を獲得した。